# Беноде
Беноде́ (фр. Bénodet) — коммуна на северо-западе Франции, находится в регионе Бретань, департамент Финистер, округ Кемпер, кантон Фуэнан. Расположена  на территории исторической области Земля Бигуден в крайней юго-западной части полуострова Бретань в 14 км к югу от Кемпера, в месте впадения в Бискайский залив реки Оде. Популярный морской курорт с казино, центром талассотерапии, большим количеством отелей и несколькими пляжами.
Население (2019) — 3 616 человек.

## История
На территории коммуны обнаружены несколько мест проживания галло-римлян и периода переселения бриттов в Арморику (V-VI века н.э.). В это же время переселенцы из Британии построили здесь первую церковь. 
В Средние века, когда движение вверх по реке Оде было непростым, Беноде был торговым портом Кемпера;  были налажены регулярные торговые маршруты в Нант и Бордо.  
В XII веке, после канонизации Томаса Бекета, его культ стал пропагандироваться монахами находящегося в Беноде аббатства Нотр-Дам.  Местный порт был переименован в Порт Святого Томаса, в его честь была построена новая церковь. 

## Достопримечательности
- Церковь Святого Томаса XIII века
- Часовня Святой Бригитты XV-XVI веков
- Маяк высотой 37 м в устье Оде
- Гранд-отель, здание в стиле Прекрасной эпохи
- Виллы Менес Фрос, Минарет и многие другие на морском побережье

## Экономика
Структура занятости населения:
- сельское хозяйство — 0,0 %
- промышленность — 10,0 %
- строительство — 3,3 %
- торговля, транспорт и сфера услуг — 55,9 %
- государственные и муниципальные службы — 30,8 %

Уровень безработицы (2018) — 11,8 % (Франция в целом —  13,4 %, департамент Финистер — 12,1 %). 

Среднегодовой доход на 1 человека, евро (2018) — 26 580 (Франция в целом — 21 730, департамент Финистер — 21 970).

## Демография
Динамика численности населения, чел.

## Администрация
Пост мэра Беноде с 1995 года занимает член партии Республиканцы Кристиан Пеннанеш (Christian Pennanech).  На муниципальных выборах 2020 года возглавляемый им правый блок победил в 1-м туре, получив 62,98 % голосов. 
| Период | Период | Фамилия           | Партия                                     | Примечания |
| ------ | ------ | ----------------- | ------------------------------------------ | ---------- |
| 1959   | 1971   | Жан Луи Фо        | Французская секция Рабочего интернационала |            |
| 1971   | 1989   | Жан Л′Эноре       | Разные правые                              |            |
| 1989   | 1995   | Жозеф Клеман      |                                            |            |
| 1995   |        | Кристиан Пеннанеш | Союз за народное движение Республиканцы    | пенсионер  |

## Города-побратимы
- Торпоинт, Великобритания
- Энтони, Великобритания

## Галерея
- Маяк
- Вилла Менес Фрос
- Вилла Минарет
- Казино
- Церковь Святого Томаса
- Пляж Тре